# Варшавсько-Мокотовський слідчий ізолятор
52°12′27″ пн. ш. 21°00′40″ сх. д. / 52.2075° пн. ш. 21.011111111111° сх. д.
Варшавсько-Мокотовський слідчий ізолятор, відоміший як Раковецька в'язниця або Мокотовська в'язниця, — слідчий ізолятор, розташований у Варшаві за адресою вул. Раковецька, 37. Через плани відкриття у тюремному комплексі Музею проклятих солдатів та політичних в'язнів Польської Народної Республіки, підрозділ ліквідується.
Заклад був розрахований на максимум 951 тимчасово утримуваного чоловіка, включаючи 49 місць для рецидивістів, залежних від алкоголю (терапевтичне відділення) та 45 для небезпечних в'язнів (відділення з підвищеними стандартами захисту). За ними наглядали 404 офіцери, а в підрозділі також працює 33 цивільних працівники.

## Інтернет-ресурси
- Narodowe Siły Zbrojne
- (англ.) The Doomed soldiers — Polish Underground Soldiers 1944—1963 — The Untold Story
- (пол.) Antykomunistyczne Podziemie Zbrojne po 1944 roku
- National Armed Forces Historical Brief